# Mistrzostwa Świata w Piłce Ręcznej Mężczyzn 2009 (eliminacje)
Kwalifikacje do Mistrzostw Świata w Piłce Ręcznej Mężczyzn 2009 miały na celu wyłonienie męskich reprezentacji narodowych w piłce ręcznej, które wystąpiły w finałach tego turnieju.

## Informacje ogólne
Turniej finałowy organizowanych przez IHF mistrzostw świata odbył się w Chorwacji w styczniu 2009 roku i wzięły w nim udział dwadzieścia cztery drużyny. Automatycznie do mistrzostw zakwalifikowała się reprezentacja Niemiec jako mistrz świata z 2007 i Chorwacja jako organizator imprezy. O pozostałe 22 miejsca odbywały się kontynentalne kwalifikacje. Wolne miejsca zostały podzielone według następującego klucza geograficznego: Europie przydzielono dwanaście miejsc, Ameryce (Południowej wspólnie z Północną), Azji i Afryce przyznano po trzy miejsca, a jedno Oceanii.

## Zakwalifikowane zespoły
| Kraj             | Strefa kwalifikacyjna                 | Mistrzostwa 2007 |
| ---------------- | ------------------------------------- | ---------------- |
| Chorwacja        | Gospodarz                             | 5. miejsce       |
| Niemcy           | Mistrz Świata 2007                    | Mistrzostwo      |
| Dania            | Mistrz Europy 2008                    | 3. miejsce       |
| Francja          | Mistrzostwa Europy 2008 - 3. miejsce  | 4. miejsce       |
| Szwecja          | Mistrzostwa Europy 2008 - 5. miejsce  | 5. miejsce       |
| Słowacja         | europejski play-off                   | –                |
| Hiszpania        | europejski play-off                   | 7. miejsce       |
| Norwegia         | europejski play-off                   | –                |
| Rosja            | europejski play-off                   | 6. miejsce       |
| Rumunia          | europejski play-off                   | –                |
| Serbia           | europejski play-off                   | –                |
| Polska           | europejski play-off                   | 2. miejsce       |
| Węgry            | europejski play-off                   | 9. miejsce       |
| Macedonia        | europejski play-off                   | –                |
| Egipt            | Mistrz Afryki 2008                    | 17. miejsce      |
| Tunezja          | Mistrzostwa Afryki 2008 - 2. miejsce  | 11. miejsce      |
| Algieria         | Mistrzostwa Afryki 2008 - 3. miejsce  | –                |
| Korea Południowa | Mistrz Azji 2008                      | 15. miejsce      |
| Kuwejt           | Mistrzostwa Azji 2008 - 2. miejsce    | 18. miejsce      |
| Arabia Saudyjska | Mistrzostwa Azji 2008 - 3. miejsce    | –                |
| Brazylia         | Mistrz Ameryki 2008                   | 19. miejsce      |
| Argentyna        | Mistrzostwa Ameryki 2008 - 2. miejsce | 16. miejsce      |
| Kuba             | Mistrzostwa Ameryki 2008 - 3. miejsce | –                |
| Australia        | Mistrz Oceanii                        | 24. miejsce      |

## Eliminacje
| Kontynent | Związek | Miejsca   | Turniej                         | World Map IHF |
| Europa    | EHF     | 3 miejsca | Mistrzostwa Europy 2008         | World Map IHF |
| Europa    | EHF     | 9 miejsc  | Europejski turniej eliminacyjny | World Map IHF |
| Afryka    | CAHB    | 3 miejsca | Mistrzostwa Afryki 2008         | World Map IHF |
| Azja      | AHF     | 3 miejsca | Mistrzostwa Azji 2008           | World Map IHF |
| Ameryka   | PATHF   | 3 miejsca | Mistrzostwa Ameryki 2008        | World Map IHF |
| Oceania   | OHF     | 1 miejsce | Puchar Narodów Oceanii 2008     | World Map IHF |

## Europa
Chęć udziału w mistrzostwach świata wyraziło 37 europejskich federacji piłki ręcznej. Szesnaście z tych drużyn uczestniczyło w turnieju głównym ME, którego medaliści uzyskiwali bezpośredni awans, pozostałe 21 natomiast, podzielone na siedem trzyzespołowych grup, rywalizowały o siedem miejsc uprawniających do udziału w fazie play-off. Zwycięzcy grup, a także jedenaście drużyn, które nie uzyskały awansu z mistrzostw kontynentu, podzielone na dziewięć par rozegrały pomiędzy sobą dwumecze o awans do turnieju głównego mistrzostw świata.

### Europejski turniej eliminacyjny – faza grupowa
Losowanie grup odbyło się 6 lipca 2007 roku w Bratysławie. W wyniku losowania utworzono siedem grup po trzy zespoły, które rywalizowały systemem ligowym w sześciu meczowych dniach w styczniu 2008 roku.

#### Grupa A
| 3 stycznia 200817:00 | Ukraina | 29:27(10:12) | Estonia | Zaporoże |
| 3 stycznia 200817:00 |         | 29:27(10:12) |         | Zaporoże |

| 6 stycznia 200816:00 | Estonia | 21:30(9:15) | Ukraina | Põlva |
| 6 stycznia 200816:00 |         | 21:30(9:15) |         | Põlva |

| 9 stycznia 200819:00 | Estonia | 26:32(13:14) | Austria | Põlva |
| 9 stycznia 200819:00 |         | 26:32(13:14) |         | Põlva |

| 12 stycznia 200819:00 | Austria | 34:31(17:14) | Estonia | Bregencja |
| 12 stycznia 200819:00 |         | 34:31(17:14) |         | Bregencja |

| 16 stycznia 200820:20 | Austria | 24:39(12:20) | Ukraina | Traun |
| 16 stycznia 200820:20 |         | 24:39(12:20) |         | Traun |

| 20 stycznia 200817:00 | Ukraina | 25:31(9:16) | Austria | Zaporoże |
| 20 stycznia 200817:00 |         | 25:31(9:16) |         | Zaporoże |

#### Grupa B
| 3 stycznia 200820:00 | Holandia | 28:24(14:11) | Turcja | Emmen |
| 3 stycznia 200820:00 |          | 28:24(14:11) |        | Emmen |

| 6 stycznia 200819:00 | Turcja | 22:25(12:13) | Holandia | Bursa |
| 6 stycznia 200819:00 |        | 22:25(12:13) |          | Bursa |

| 10 stycznia 200819:00 | Turcja | 18:29(9:10) | Grecja | Bursa |
| 10 stycznia 200819:00 |        | 18:29(9:10) |        | Bursa |

| 13 stycznia 200816:00 | Grecja | 27:23(17:14) | Turcja | Saloniki |
| 13 stycznia 200816:00 |        | 27:23(17:14) |        | Saloniki |

| 16 stycznia 200818:00 | Grecja | 33:20(14:13) | Holandia | Saloniki |
| 16 stycznia 200818:00 |        | 33:20(14:13) |          | Saloniki |

| 20 stycznia 200814:30 | Holandia | 22:19(10:9) | Grecja | Almere |
| 20 stycznia 200814:30 |          | 22:19(10:9) |        | Almere |

#### Grupa C
| 3 stycznia 200819:00 | Rumunia | 36:23(17:12) | Cypr | Oradea |
| 3 stycznia 200819:00 |         | 36:23(17:12) |      | Oradea |

| 6 stycznia 200819:30 | Cypr | 23:39(12:19) | Rumunia | Nikozja |
| 6 stycznia 200819:30 |      | 23:39(12:19) |         | Nikozja |

| 9 stycznia 200819:30 | Cypr | 26:33(12:14) | Łotwa | Nikozja |
| 9 stycznia 200819:30 |      | 26:33(12:14) |       | Nikozja |

| 13 stycznia 200815:00 | Łotwa | 36:19(17:10) | Cypr | Ryga |
| 13 stycznia 200815:00 |       | 36:19(17:10) |      | Ryga |

| 16 stycznia 200819:30 | Łotwa | 30:37(17:17) | Rumunia | Ryga |
| 16 stycznia 200819:30 |       | 30:37(17:17) |         | Ryga |

| 20 stycznia 200811:00 | Rumunia | 39:29(22:14) | Łotwa | Oradea |
| 20 stycznia 200811:00 |         | 39:29(22:14) |       | Oradea |

#### Grupa D
| 3 stycznia 200819:45 | Szwajcaria | 44:31(19:13) | Belgia | Arosa |
| 3 stycznia 200819:45 |            | 44:31(19:13) |        | Arosa |

| 5 stycznia 200820:30 | Belgia | 28:36(11:18) | Szwajcaria | Tongeren |
| 5 stycznia 200820:30 |        | 28:36(11:18) |            | Tongeren |

| 9 stycznia 200820:30 | Belgia | 23:25(9:11) | Włochy | Herstal |
| 9 stycznia 200820:30 |        | 23:25(9:11) |        | Herstal |

| 13 stycznia 200818:00 | Włochy | 29:27(14:8) | Belgia | Triest |
| 13 stycznia 200818:00 |        | 29:27(14:8) |        | Triest |

| 16 stycznia 200820:00 | Włochy | 27:27(11:14) | Szwajcaria | Triest |
| 16 stycznia 200820:00 |        | 27:27(11:14) |            | Triest |

| 20 stycznia 200815:30 | Szwajcaria | 29:27(16:15) | Włochy | Aarau |
| 20 stycznia 200815:30 |            | 29:27(16:15) |        | Aarau |

#### Grupa E
| 2 stycznia 200817:30 | Litwa | 29:30(13:17) | Finlandia | Poniewież |
| 2 stycznia 200817:30 |       | 29:30(13:17) |           | Poniewież |

| 5 stycznia 200815:00 | Finlandia | 32:33(17:16) | Litwa | Vantaa |
| 5 stycznia 200815:00 |           | 32:33(17:16) |       | Vantaa |

| 9 stycznia 200818:30 | Finlandia | 28:29(13:14) | Bośnia i Hercegowina | Karjaa |
| 9 stycznia 200818:30 |           | 28:29(13:14) |                      | Karjaa |

| 12 stycznia 200820:00 | Bośnia i Hercegowina | 31:28(13:12) | Finlandia | Sarajewo |
| 12 stycznia 200820:00 |                      | 31:28(13:12) |           | Sarajewo |

| 16 stycznia 200820:00 | Bośnia i Hercegowina | 34:29(18:16) | Litwa | Goražde |
| 16 stycznia 200820:00 |                      | 34:29(18:16) |       | Goražde |

| 19 stycznia 200814:30 | Litwa | 39:25(18:16) | Bośnia i Hercegowina | Wilno |
| 19 stycznia 200814:30 |       | 39:25(18:16) |                      | Wilno |

#### Grupa F
| 3 stycznia 200819:00 | Portugalia | 42:17(22:6) | Bułgaria | Peso da Régua |
| 3 stycznia 200819:00 |            | 42:17(22:6) |          | Peso da Régua |

| 6 stycznia 200817:00 | Bułgaria | 31:43(16:25) | Portugalia | Warna |
| 6 stycznia 200817:00 |          | 31:43(16:25) |            | Warna |

| 9 stycznia 200818:00 | Bułgaria | 30:33(15:14) | Macedonia | Warna |
| 9 stycznia 200818:00 |          | 30:33(15:14) |           | Warna |

| 12 stycznia 200817:45 | Macedonia | 41:24(23:13) | Bułgaria | Skopje |
| 12 stycznia 200817:45 |           | 41:24(23:13) |          | Skopje |

| 17 stycznia 200817:45 | Macedonia | 38:32(21:15) | Portugalia | Skopje |
| 17 stycznia 200817:45 |           | 38:32(21:15) |            | Skopje |

| 20 stycznia 200817:00 | Portugalia | 31:26(15:14) | Macedonia | Guimarães |
| 20 stycznia 200817:00 |            | 31:26(15:14) |           | Guimarães |

#### Grupa G
| 2 stycznia 200819:00 | Serbia | 47:24(25:11) | Wyspy Owcze | Smederevo |
| 2 stycznia 200819:00 |        | 47:24(25:11) |             | Smederevo |

| 5 stycznia 200813:00 | Wyspy Owcze | 28:33(14:15) | Serbia | Thorshavn |
| 5 stycznia 200813:00 |             | 28:33(14:15) |        | Thorshavn |

| 9 stycznia 200819:00 | Wyspy Owcze | 21:26(8:15) | Izrael | Thorshavn |
| 9 stycznia 200819:00 |             | 21:26(8:15) |        | Thorshavn |

| 12 stycznia 200817:45 | Izrael | 31:21(17:11) | Wyspy Owcze | Ra’ananna |
| 12 stycznia 200817:45 |        | 31:21(17:11) |             | Ra’ananna |

| 16 stycznia 200817:45 | Izrael | 31:34(17:15) | Serbia | Ra’ananna |
| 16 stycznia 200817:45 |        | 31:34(17:15) |        | Ra’ananna |

| 19 stycznia 200818:00 | Serbia | 44:36(20:15) | Izrael | Belgrad |
| 19 stycznia 200818:00 |        | 44:36(20:15) |        | Belgrad |

### Mistrzostwa Europy w Piłce Ręcznej Mężczyzn 2008
Kwalifikację na mistrzostwa świata uzyskały trzy najlepsze, prócz Niemiec i Chorwacji, które miały już zapewniony awans, drużyny Mistrzostw Europy 2008, które odbyły się w dniach 17-27 stycznia 2008 roku w Norwegii. Uzyskały ją drużyny z miejsc 1, 3 i 5: Dania, Francja i Szwecja.

### Europejski turniej eliminacyjny – faza play-off
W tej fazie rozgrywek wzięło udział osiemnaście reprezentacji narodowych – jedenaście drużyn uczestniczących w mistrzostwach kontynentu, które dotychczas nie uzyskały awansu, oraz siedmiu zwycięzców grup w fazie grupowej eliminacji. Losowanie dziewięciu par odbyło się w Lillehammer 27 stycznia 2008 roku.
| 7 czerwca 200816:00 | Czechy | 38:33(17:15) | Serbia | Zubří Widzów: 800 Sędzia: Dobrovits/Tajok |
| 7 czerwca 200816:00 |        | 38:33(17:15) |        | Zubří Widzów: 800 Sędzia: Dobrovits/Tajok |

| 7 czerwca 200816:00 | Węgry | 27:25(15:14) | Bośnia i Hercegowina | Gyöngyös Widzów: 2000 Sędzia: Poladenko/Chernega |
| 7 czerwca 200816:00 |       | 27:25(15:14) |                      | Gyöngyös Widzów: 2000 Sędzia: Poladenko/Chernega |

| 7 czerwca 200817:00 | Białoruś | 26:26(13:14) | Rosja | Mińsk Widzów: 2500 Sędzia: Reisinger/Kaschütz |
| 7 czerwca 200817:00 |          | 26:26(13:14) |       | Mińsk Widzów: 2500 Sędzia: Reisinger/Kaschütz |

| 7 czerwca 200818:00 | Hiszpania | 32:24(16:7) | Grecja | Saragossa Widzów: 2000 Sędzia: Canbro/Claesson |
| 7 czerwca 200818:00 |           | 32:24(16:7) |        | Saragossa Widzów: 2000 Sędzia: Canbro/Claesson |

| 7 czerwca 200819:00 | Słowenia | 33:33(15:16) | Słowacja | Celje Widzów: 3000 Sędzia: Olesen/Pedersen |
| 7 czerwca 200819:00 |          | 33:33(15:16) |          | Celje Widzów: 3000 Sędzia: Olesen/Pedersen |

| 8 czerwca 200813:40 | Polska | 32:24(15:12) | Szwajcaria | Kielce Widzów: 4000 Sędzia: Lovric/Petkovic |
| 8 czerwca 200813:40 |        | 32:24(15:12) |            | Kielce Widzów: 4000 Sędzia: Lovric/Petkovic |

| 8 czerwca 200816:15 | Norwegia | 29:22(13:11) | Ukraina | Drammen Widzów: 2000 Sędzia: Visekruna/Stanojevic |
| 8 czerwca 200816:15 |          | 29:22(13:11) |         | Drammen Widzów: 2000 Sędzia: Visekruna/Stanojevic |

| 8 czerwca 200817:00 | Czarnogóra | 31:27(17:13) | Rumunia | Bijelo Polje Widzów: 2500 Sędzia: Hakansson/Nilsson |
| 8 czerwca 200817:00 |            | 31:27(17:13) |         | Bijelo Polje Widzów: 2500 Sędzia: Hakansson/Nilsson |

| 8 czerwca 200820:15 | Macedonia | 34:26(18:13) | Islandia | Skopje Widzów: 7000 Sędzia: Breto Leon/Huelin Trillo |
| 8 czerwca 200820:15 |           | 34:26(18:13) |          | Skopje Widzów: 7000 Sędzia: Breto Leon/Huelin Trillo |

-
| 14 czerwca 200811:00 | Rumunia | 24:29(11:13) | Czarnogóra | Oradea Widzów: 1900 Sędzia: Gjeding/Hansen |
| 14 czerwca 200811:00 |         | 24:29(11:13) |            | Oradea Widzów: 1900 Sędzia: Gjeding/Hansen |

| 14 czerwca 200816:00 | Grecja | 31:32(13:14) | Hiszpania | Drama Widzów: 4000 Sędzia: Lazaar/Reveret |
| 14 czerwca 200816:00 |        | 31:32(13:14) |           | Drama Widzów: 4000 Sędzia: Lazaar/Reveret |

| 14 czerwca 200816:30 | Szwajcaria | 22:24(9:11) | Polska | Sankt Gallen Widzów: 1800 Sędzia: Korres/Migas |
| 14 czerwca 200816:30 |            | 22:24(9:11) |        | Sankt Gallen Widzów: 1800 Sędzia: Korres/Migas |

| 14 czerwca 200817:00 | Rosja | 30:34(15:17) | Białoruś | Czechow Widzów: 3000 Sędzia: Meyer/Rätz |
| 14 czerwca 200817:00 |       | 30:34(15:17) |          | Czechow Widzów: 3000 Sędzia: Meyer/Rätz |

| 14 czerwca 200817:15 | Ukraina | 32:30(18:12) | Norwegia | Zaporoże Widzów: 2000 Sędzia: Krstic/Ljubic |
| 14 czerwca 200817:15 |         | 32:30(18:12) |          | Zaporoże Widzów: 2000 Sędzia: Krstic/Ljubic |

| 14 czerwca 200818:00 | Słowacja | 29:30(16:17) | Słowenia | Levice Widzów: 2200 Sędzia: Lemme/Ullrich |
| 14 czerwca 200818:00 |          | 29:30(16:17) |          | Levice Widzów: 2200 Sędzia: Lemme/Ullrich |

| 14 czerwca 200820:00 | Serbia | 24:29(9:14) | Czechy | Nisz Widzów: 4500 Sędzia: Bord/Buy |
| 14 czerwca 200820:00 |        | 24:29(9:14) |        | Nisz Widzów: 4500 Sędzia: Bord/Buy |

| 14 czerwca 200820:30 | Bośnia i Hercegowina | 27:24(18:12) | Węgry | Sarajewo Widzów: 7500 Sędzia: Leifsson/Palsson |
| 14 czerwca 200820:30 |                      | 27:24(18:12) |       | Sarajewo Widzów: 7500 Sędzia: Leifsson/Palsson |

| 15 czerwca 200816:00 | Islandia | 24:30(13:13) | Macedonia | Reykjavík Widzów: 2700 Sędzia: Baum/Goralczyk |
| 15 czerwca 200816:00 |          | 24:30(13:13) |           | Reykjavík Widzów: 2700 Sędzia: Baum/Goralczyk |

## Afryka
Turniejem kwalifikacyjnym w Afryce były mistrzostwa tego kontynentu, które odbyły się w dniach 8–17 stycznia 2008 roku w Angoli. Awans na mistrzostwa świata uzyskali jego medaliści: Egipt, Tunezja i Algieria.

## Azja
Turniejem kwalifikacyjnym w Azji były mistrzostwa tego kontynentu, które odbyły się w dniach 17–26 lutego 2008 roku w irańskim mieście Isfahan. Awans na mistrzostwa świata uzyskali jego medaliści: Korea Południowa, Kuwejt i Arabia Saudyjska.

## Ameryka
Pierwszą rundą amerykańskich kwalifikacji był turniej eliminacyjny, który odbył się w dniach 5–11 listopada 2007 roku na Kubie. Dwie pierwsze drużyny z tego turnieju awansowały do turnieju głównego mistrzostw Ameryki 2010, którego medaliści otrzymali prawo gry w mistrzostwach świata. Pierwsze trzy miejsca na rozegranym w São Carlos 24–28 czerwca 2008 roku turnieju zajęły reprezentacje Brazylii, Argentyny i Kuby uzyskując tym samym awans na mistrzostwa świata.

## Oceania
Awans na mistrzostwa świata z Pucharu Narodów Oceanii, który odbył się w Nowej Zelandii w dniach 7–10 kwietnia 2008 roku, uzyskała Australia.